# 交響曲第1番 (アレクサンドル・チェレプニン)
交響曲第1番ホ長調 作品42は、アレクサンドル・チェレプニンが作曲した交響曲。
1927年に作曲され、同年10月29日にパリのコンセール・コロンヌにてガブリエル・ピエルネの指揮で初演された。作風としては新古典主義時代のストラヴィンスキーに影響されている。第2楽章はエドガー・ヴァレーズの「イオニザシオン」に4年先立ち、打楽器と弦楽器を叩くというリズム要素にのみよって構成されている。

## 楽器編成
フルート2、ピッコロ、クラリネット、オーボエ2、クラリネット2、ファゴット2、トランペット2、トロンボーン3、ホルン4、ティンパニ2、ハープ、トライアングル、タンブリン、シンバル、、カスタネット、サスペンデッドシンバル、小太鼓、大太鼓、弦五部

## 楽曲構成
第1楽章  Maestoso - Allegro risoluto
第1楽章に登場する動機はトランペットの下降音階以外はメシアンの移調の限られた旋法第3番と同じ音階（移調されたチェレプニン音階）で作曲されている。増四度のトゥッティによる短い導入部の後、ホルンが第1主題を提示し、その後第1ヴァイオリンにより第2主題が奏される。やがてヴァイオリンが第2主題を提示した後、トランペットにチェレプニン音階による旋律が現れる。しばらくすると木管で冒頭主題と第1主題に基づくフーガ的な動機が奏された後ファゴットによる第2主題の再現とトロンボーンによる上下に動く動機が奏される。なおこの動機はコーダでも使用されている。やがて木管の弦による第2主題に基づく動機の上で木管が上昇する動機を奏でる。次に大太鼓に第2楽章を予告する動機が現れ、木管とヴィオラによるそれぞれ異なる動機を経てホルンが第1主題を奏す。
第2楽章 Vivace
打楽器と弓による弦楽器への打撃というリズム要素にのみよって構成された楽章。A－B－A－コーダからなる三部形式。第1部は第1楽章同様リズムによる対位法的、フーガ的書法が駆使されている。第2部の動機は第1楽章の第2主題に基づいている。やがて第3部となり、第1部冒頭が回帰する。
第3楽章 Andante
ホルンとトランペットの二重奏の後、クラリネットに民謡的な第1主題が現れる。やがてティンパニの3連符とホルンによる冒頭の主題の一部が奏される。民謡主題に基づく動機を経て独奏ヴァイオリンと独奏コントラバスによる動機が顔を覗かせる。その後弦、ホルン、木管が再現部を提示し、先行動機を奏しながら曲が締めくくられる。
第4楽章 Allegro con anima - Presto
第1ヴァイオリンが第1楽章のコーダを断片的に奏し、トロンボーンと弦にそれぞれが第1楽章と第3楽章に基づく動機が現れる。次にティンパニよる7/4拍子の動機が提示されて落ち着いた後、ヴァイオリンが冒頭主題の変形を奏す。やがて4/4拍子でゴジラを思わせる主題が現れる。ある程度落ち着くとPrestoに移行し、木管が第１楽章と第4楽章の主題を断片的に提示し、当楽章冒頭の動機を繰り返して曲が締めくくられる。

## 音源
- ラン・シュイ（英語版）指揮シンガポール交響楽団（1999年）　BIS　BIS-CD-1017